# Mirage (Transformers)
Pour les articles homonymes, voir Mirage (homonymie).
Mirage est un nom porté par différents personnages de l'univers Transformers.

## Génération 1
Le premier personnage à porter le nom est un Autobot de Génération 1, se transformant en formule-1 Ligier JS11.
Beaucoup considèrent que Mirage a été créé avec une cuillère en argent dans la bouche. Né parmi les classes d’Élite des Autobots, il a passé l'essentiel de sa jeunesse dans un certain luxe, chassant les cyber-renards plutôt que d'entrer dans les conflits. Quand cela devint impossible, il rejoignit les forces d'Optimus Prime, mais avec réluctance, n'aimant pas trop l'idée de devenir guerrier. Mirage n'a aucun amour pour la Terre, et il rentrerait joyeusement sur Cybertron pour retrouver son ancien mode de vie s'il le pouvait.
Il est ironique que, alors qu'il n'aime pas se battre, Mirage est un excellent combattant, redoutable aussi bien au corps à corps qu'au tir, ayant affuté ses capacités dans une pratique intensive de la chasse. Il est armé d'un fusil tirant des dards explosifs capables de percer des armures, mais l'élément majeur de son équipement est un projecteur holographique personnel auquel il doit son nom : en l'utilisant, Mirage peut devenir invisible et générer des hologrammes d'un réalisme impressionnant, voire modifier sa propre apparence.

### Série animée
La série animée a opté pour présenter le désir de Mirage de regagner Cybertron comme une sorte de nostalgie plutôt qu'un dégoût de la Terre. De même, sa réluctance à se battre est présentée comme un semi-pacifisme. Cela rend le personnage plus sympathique et aimable que le snob suggéré par le profil. Ses actions sont héroïques dès le début de la série, coopérant avec Hound pour duper les Decepticons. À la fin du prequel, lorsque les Decepticons réussissent à partir vers Cybertron à bord d'un vaisseau spatial, Mirage utilise son pouvoir d'invisibilité pour infiltrer le vaisseau et le saboter, l'amenant à s'écraser sur Terre à nouveau.
Durant l'essentiel de la saison 1, toutefois, Mirage est assez peu présent, en raison de sa réluctance à combattre. Les Autobots font usuellement plutôt appel à lui pour faire des camouflages ou des illusions dans le cadre de plans séparés des combats.
Vers le début de la saison 2, Cliffjumper commence à émettre des doutes sur la loyauté de Mirage. Lorsque les Decepticans sont localisés dans une zone où il prétendait n'avoir rien vu, Cliffjumper l'accuse d'être un traitre, malgré les doutes d'Optimus. Décidé à prouver sa loyauté, Mirage organise un plan seul, volant des Cubes d'Energon aux Insecticans en faisant en sorte que les Decepticans soient pris pour responsables. Le plan fonctionne, mais Cliffjumper mésintérprète les actions de Mirage comme une preuve de sa trahison. Avant de pouvoir s'expliquer, Mirage est repéré par les Insecticons et soumis au contrôle cérébral de Bombshell. Lorsque ceci est révélé au terme d'une bataille, Cliffjumper s'excuse auprès de Mirage.

## Trilogie d'Unicron
Dans la trilogie d'Unicron, le nom de Mirage a été porté par plusieurs personnages également.

### Transformers: Armada
Dans Transformers: Armada, Mirage est l'un des trois Mini-cans  se transformant en voitures de course et se combinant entre eux pour former le Bouclier Météore.

### Transformers: Energon
Dans Transformers Energon, Mirage est le nom donné au Deceptican Tidal Wave après sa réparation et son amélioration.

## Transformers Animated
Bien que Mirage ne fasse aucune apparition dans la série, il est possible de trouver un modèle de ce dernier ainsi que son histoire dans le livre Transformers Animated: The AllSpark Almanac II.
Ainsi, on nous apprend que Mirage est un membre du conseil de Cybertron, et fut l'un des rares Autobots à s'être opposé au fichage des sympathisants Décepticon instauré par Ultra Magnus. Ce qui lui a valu des soupçons sur sa loyauté auprès de certains membres de la garde d'élite, en particulier Cliffjumper.

## Films

### Transformers 3: la Face cachée de la Lune
Mirage apparait dans le troisième film de la Saga. Il se transforme en Ferrari 458 Italia rouge. Il est surnommé Dino par ses camarades mais le crédit de fin confirme son nom comme étant Mirage. Dino/Mirage s'exprime avec un accent italien (comme Hot Rod). Il apparait au tout début du film lors d'un assaut sur une centrale nucléaire clandestine iranienne avec Bumblebee, Sideswipe et Q. Mirage réapparait quand il se gare avec tous les Autobots au QG du NEST. Plus tard, il est chargé d'aider à l'escorte de Sentinel Prime toujours avec Bumblebee et Sideswipe. Soudain, ils se font attaquer par les Dreads (Hatchet, Crankcase et Crowbar). Dino tue Hatchet avec l'aide de Bumblebee.
Après avoir survécu à l'explosion du Xantium, Mirage participe à la bataille de Chicago, où il est capturé par Soundwave (en), Barricade et les Protoforms. Après qu'ils ont abattu Q et avant qu'ils n'achèvent Bumblebee, le vaisseau saboté par Wheelie et Brains s'écrase permettant à Dino, Sideswipe, Ratchet et Bumblebee de reprendre le combat. Dino est vu sur l'image de fin au moment où Optimus Prime avance vers ses camarades après d'avoir gagné le combat contre Sentinel Prime et Megatron. 
Entre le troisième et quatrième opus, bien qu'il n'est jamais vu ni expliqué, Mirage a été traqué et tué par Lockdown et l'organisation Cemetery Wind (Vent de Cimetière), tout comme Sideswipe ainsi que Chromia et Jolt. Car il n'a pas rejoint les derniers Autobots survivants, et que ces derniers disent, à Optimus, être les seuls Autobots encore en vie. Son corps a ensuite été amené à l'entreprise KSI pour permettre aux scientifiques de construire leurs propres Transformers car nous pouvons voir de nouveaux Decepticons inspiré de lui tel que les Traxes (notamment les lames) et Stinger. Néanmoins, Optimus vengera sa mort en tuant Harold Attinger (car ce dernier dirigeait la traque) et Lockdown lors de la bataille finale de Hong-Kong.

### Transformers: Rise of the Beasts
Mirage apparait dans ce film où il est interprété par Pete Davidson (doublé en version française par Mister V). Il prend généralement la forme d'une Porsche 911 Carrera RS 3.8, mais peut changer de forme à volonté. 
Dans le film, il est le plus décontracté des Autobots et n'obéit pas toujours à Optimus Prime, au point qu'il amènera dans leur planque l'humain Noah, malgré l'ordre de rester caché, et se liera d'amitié avec lui. Il proposera à Optimus d'envoyer Noah voler la clé TransWarp au musée, car il sera plus discret qu'eux. Malgré sa méfiance des humains, Optimus accepte.
Durant leur voyage au Pérou, Mirage confie une part de lui à Noah pour qu'il puisse se défendre et lui vient en aide si nécessaire, afin d'honorer une promesse qu'il a faite à Kris, le petit frère de Noah. Durant la bataille finale, il s'en prendra à Scourge pour le distraire afin que Noah et Elena puisse atteindre les commandes du pont spatial et désactiver la clé Transwarp. Il sera gravement blessé par ce dernier, mais toujours vivant. Il utilise ses dernières forces pour se transformer en armure de combat pour Noah.
À la fin du film, Noah parvient à le réparer grâce à des pièces détachées et le présente à son ami Reek.